# Toyo Kogyo Soccer Club 1965
Questa voce raccoglie le informazioni riguardanti il Toyo Kogyo Soccer Club nelle competizioni ufficiali della stagione 1965.

## Stagione
Iscrittosi alla neocostituita Japan Soccer League, il Toyo Kogyo (affidato alla guida tecnica di Yukio Shimomura, fautore di un modulo molto simile all'attuale 4-3-3) divenne la prima squadra a vincere la competizione dominando un torneo in cui concluse quasi a punteggio pieno (nell'arco della stagione perse solamente due punti, peraltro mediante due pareggi). Tale risultato diede inoltre alla squadra la possibilità di disputare la Coppa dell'Imperatore: dopo aver passato agevolmente i primi due turni, il Toyo Kogyo sconfisse in finale lo Yawata Steel.

## Maglie e sponsor
Benché i colori ufficiali fossero il giallo e il blu, nella stagione 1965 la squadra utilizzò un completo di colore bianco e blu. Nelle gare giocate in casa la squadra fu invece obbligata dal regolamento a indossare una divisa totalmente bianca.
| Manica sinistra · Maglietta · Manica destra · Pantaloncini · Calzettoni | Manica sinistra · Manica sinistra · Maglietta · Maglietta · Manica destra · Manica destra · Pantaloncini · Calzettoni |  |

## Rosa
| N. |                     | Ruolo | Calciatore        |
| -- | ------------------- | ----- | ----------------- |
| 1  | Giappone (bandiera) | P     | Kōji Funamoto     |
| 5  | Giappone (bandiera) | D     | Michihiro Ozawa   |
| 7  | Giappone (bandiera) | C     | Takayuki Kuwata   |
| 8  | Giappone (bandiera) | A     | Yasuyuki Kuwahara |
| 10 | Giappone (bandiera) | A     | Ikuo Matsumoto    |
| 11 | Giappone (bandiera) | A     | Ryuzo Okamitsu    |
| 17 | Giappone (bandiera) | C     | Kenzō Ōhashi      |
| 20 | Giappone (bandiera) | C     | Haruo Oshima      |

| N. |                     | Ruolo | Calciatore         |
| -- | ------------------- | ----- | ------------------ |
| 23 | Giappone (bandiera) | A     | Takehiko Kawanishi |
| 24 | Giappone (bandiera) | A     | Tsutomu Nakamura   |
|    | Giappone (bandiera) | C     | Yoshinobu Ishii    |
|    | Giappone (bandiera) | D     | Kazuo Imanishi     |
|    | Giappone (bandiera) | C     | Aritatsu Ogi       |
|    | Giappone (bandiera) | D     | Hiroyuki Kuwahara  |
|    | Giappone (bandiera) | D     | Yosuke Niwa        |

## Statistiche

### Statistiche di squadra
| Competizione          | Punti | Totale | Totale | Totale | Totale | Totale | Totale | DR  |
| Competizione          | Punti | G      | V      | N      | P      | Gf     | Gs     | DR  |
| --------------------- | ----- | ------ | ------ | ------ | ------ | ------ | ------ | --- |
| Japan Soccer League   | 26    | 14     | 12     | 2      | 0      | 44     | 9      | +35 |
| Coppa dell'Imperatore | -     | 3      | 3      | 0      | 0      | 15     | 2      | +13 |
| Totale                | -     | 17     | 15     | 2      | 0      | 59     | 11     | +48 |

### Statistiche dei giocatori
| Giocatore    | JSL      | JSL  | JSL         | JSL        | Coppa dell'Imperatore | Coppa dell'Imperatore | Coppa dell'Imperatore | Coppa dell'Imperatore | Totale   | Totale | Totale      | Totale     |
| Giocatore    | Presenze | Reti | Ammonizioni | Espulsioni | Presenze              | Reti                  | Ammonizioni           | Espulsioni            | Presenze | Reti   | Ammonizioni | Espulsioni |
| ------------ | -------- | ---- | ----------- | ---------- | --------------------- | --------------------- | --------------------- | --------------------- | -------- | ------ | ----------- | ---------- |
| K. Funamoto  | 14       | 0    | 0           | 0          | ?                     | ?                     | 0                     | 0                     | 14+      | 0+     | 0           | 0          |
| K. Imanishi  | 9        | 0    | 0           | 0          | ?                     | ?                     | 0                     | 0                     | 9+       | 0+     | 0           | 0          |
| Y. Ishii     | 13       | 0    | 0           | 0          | ?                     | ?                     | 0                     | 0                     | 13+      | 0+     | 0           | 0          |
| H. Kuwahara  | 14       | 0    | 0           | 0          | ?                     | ?                     | 0                     | 0                     | 14+      | 0+     | 0           | 0          |
| Y. Kuwahara  | 13       | 7    | 0           | 0          | ?                     | ?                     | 0                     | 0                     | 13+      | 7+     | 0           | 0          |
| T. Kuwata    | 14       | 11   | 0           | 0          | ?                     | ?                     | 0                     | 0                     | 14+      | 11+    | 0           | 0          |
| I. Matsumoto | 14       | 8    | 0           | 0          | ?                     | ?                     | 0                     | 0                     | 14+      | 8+     | 0           | 0          |
| T. Nakamura  | 7        | 0    | 0           | 0          | ?                     | ?                     | 0                     | 0                     | 7+       | 0+     | 0           | 0          |
| Y. Niwa      | 13       | 0    | 0           | 0          | 4                     | 0                     | 0                     | 0                     | 17       | 0      | 0           | 0          |
| A. Ogi       | 14       | 9    | 0           | 0          | 0                     | 0                     | 0                     | 0                     | 14       | 9      | 0           | 0          |
| K. Ohashi    | 3        | 0    | 0           | 0          | ?                     | ?                     | 0                     | 0                     | 3+       | 0+     | 0           | 0          |
| R. Okamitsu  | 14       | 9    | 0           | 0          | ?                     | ?                     | 0                     | 0                     | 14+      | 9+     | 0           | 0          |
| M. Ozawa     | 14       | 0    | 0           | 0          | ?                     | ?                     | 0                     | 0                     | 14+      | 0+     | 0           | 0          |